# Jack Van den Eynde
John "Jack" Van den Eynde (Ranst, 14 april 1914 - Antwerpen, 18 september 1993) was een Belgisch voetballer die speelde als aanvaller. Hij voetbalde in Eerste klasse bij Beerschot VAC 40 wedstrijden en scoorde 12 doelpunten. Ook zijn broer Stanley Van den Eynde speelde bij Beerschot AC